# Jesús Galíndez
Jesús de Galíndez Suárez, (Madrid, 12 de octubre de 1915 - República Dominicana, 5 de junio de 1956) fue un escritor, jurista, profesor y político español de ideología nacionalista vasca.
Fue secuestrado en Nueva York y enviado a la fuerza por avión a República Dominicana donde fue asesinado por orden de Rafael Leónidas Trujillo. Escritor, jurista y profesor de la Universidad de Columbia y delegado del Partido Nacionalista Vasco en el Gobierno Vasco del exilio.

## Biografía

### Infancia y formación
Existen noticias contradictorias sobre el lugar de nacimiento de Jesús Galíndez. Aunque algunas fuentes citan su lugar de nacimiento como la localidad de Amurrio, en la provincia vasca de Álava, parece ser que realmente nació en Madrid, el 12 de octubre de 1915. Era hijo de Jesús de Galíndez Rivero, médico oculista, natural de Amurrio; y de la madrileña María Suárez Romarate, que murió a los once días de dar a luz a su hijo. Debido a este hecho, el pequeño Jesús se crio con sus abuelos en Amurrio, mientras su padre vivía y ejercía su profesión en Madrid. Jesús de Galíndez vivió en el caserío Larrabeobe durante su infancia y estuvo muy unido a su abuelo que era médico y alcalde de Amurrio. Tras realizar sus estudios primarios en Amurrio, su padre decidió que se trasladara a estudiar a Madrid para tenerlo también más cerca, aunque lo internó en Nuestra Señora del Recuerdo, el colegio de los jesuitas en el entonces municipio independiente de Chamartín de la Rosa. En paralelo su padre se había vuelto a casar y había tenido un hijo. 
Participó en los movimientos estudiantiles contra Primo de Rivera en la década de 1920. A la hora de elegir estudios universitarios prefirió el Derecho, frente a la tradición familiar. Pronto despertó también su actividad literaria y publicó en Madrid en 1933, con sólo 18 años, La M. N. y M. L. Tierra de Ayala, su Señorío y su Fuero e Ideas políticas de Saavedra Fajardo. Realizó otras dos obras menores de temática penal en 1934: La legislación penal en Vizcaya y Psicología-Herencia-Delincuencia Infantil. Durante su época universitaria se relacionó activamente con Euzko Ikasle Batza, una asociación estudiantil nacionalista vasca que operaba en Madrid impartiendo conferencias y trabajando para ellos. También se vinculó con las actividades del Hogar Vasco en Madrid, sede del Partido Nacionalista Vasco (PNV) en la capital de España. Aunque era madrileño de nacimiento y había vivido la mayor parte de su infancia y juventud en Madrid, Galíndez mantuvo siempre una fuerte vinculación afectiva con Amurrio y con la Tierra de Ayala. Siempre que podía se iba de vacaciones a la casa de sus abuelos. Esta relación afectiva y sentimental acabó derivando en una inclinación política al nacionalismo vasco, en el que militó desde los 17 años de edad.
Se graduó en Derecho en la Universidad Central de Madrid el 20 de junio de 1936 tras presentar una brillante tesis de grado sobre el Caserío Vasco, entendido este como institución social, económica y jurídica. A raíz de su graduación pasó a ocupar la plaza de profesor ayudante en la cátedra de Derecho Civil del profesor Felipe Sánchez-Román, pero el estallido de la guerra civil española un mes más tarde dio al traste con sus planes de futuro.

### La Guerra Civil (1936-39)
Vinculado desde su juventud al PNV, la llegada de la guerra civil, acontecimiento que cambiaría su vida, le sorprendió en Madrid, aunque los primeros meses del conflicto no cambiaron mucho la vida del joven Galíndez que siguió como profesor ayudante.
Durante los primeros meses de la guerra Galíndez fue testigo de la represión en la retaguardia republicana. El PNV formó en septiembre de 1936 un Comité-Delegación en el Hogar Vasco de Madrid, que se ocupó de proteger a los vascos residentes en la capital de los posibles desmanes que pudieran realizar los milicianos republicanos. Esta organización en la que se integró Galíndez se ocupó preferentemente de dar cobertura y protección a religiosos vascos que vivían en Madrid. Cuando el PNV tomó partido decidido por la causa republicana a partir de la concesión de la autonomía al País Vasco en octubre de 1936 Galíndez se presentó como voluntario para luchar en el Frente Norte, pero el PNV había decidido que sus militantes de Madrid formasen una Guardia dedicada a la protección de su sede, de los políticos nacionalistas que estaban en la capital y de dar cobertura a las actividades humanitarias del Comité-Delegación del PNV. Galíndez fue nombrado jefe de esta guardia.
En mayo de 1937 el dirigente nacionalista Manuel de Irujo fue nombrado Ministro de Justicia. A raíz de este nombramiento, durante unos meses, Galíndez pasó a ser Letrado Asesor de la Dirección General de Prisiones dirigida por Vicente Sol. En septiembre de 1937 se incorporó a la Brigada Vasca que luchaba en el frente de Aragón. Tenía el grado de Teniente en su condición de Asesor Jurídico.
Publicó en 1938 Ensueños. Treinta ensayos poéticos.

### El exilio (1939)
El 10 de febrero de 1939 Galíndez cruzó la frontera francesa por el puente de Bourg-Madame huyendo con los restos del ejército republicano tras la caída de Cataluña. Los franceses lo internaron en el campo de internamiento de Vernet junto con otros miles de soldados republicanos exiliados. Galíndez permaneció entre siete y ocho meses retenido en dicho campo hasta que pudo huir. Tras refugiarse temporalmente en casa de un cura vasco en las Landas logró contactar con diplomáticos dominicanos que le permitieron exiliarse en dicho país al poco de estallar la Segunda Guerra Mundial. Sus contactos con los diplomáticos de ese país ya se habían iniciado durante la guerra civil en Madrid, donde había mantenido relaciones cordiales con los embajadores dominicano y paraguayo.

### Estancia en la República Dominicana (1939-1946)

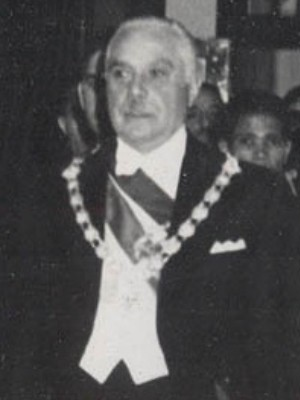
Rafael Leónidas Trujillo, dictador de la República Dominicana

Galíndez vivió durante algo más de 6 años en la República Dominicana, entre 1939 y 1946. Su estancia en el país caribeño coincidió aproximadamente con el periodo de la Segunda Guerra Mundial.  La República Dominicana estaba sometida a la férrea dictadura de Rafael Leónidas Trujillo, quien a pesar de ser un furibundo anticomunista, se ofreció a permitir la entrada de 100.000 exiliados republicanos españoles en su país. Sin embargo la República Dominicana no resultaba un destino demasiado atractivo para los refugiados españoles que preferían otros países como México, Argentina o Venezuela y llegaron solo unos miles. Este hecho, precisamente, fue el que animó a Galíndez a elegir la República Dominicana, ya que buscaba un país que no fuera a verse inundado por un riada de refugiados y donde por tanto fuera más sencillo destacar y labrarse un futuro. El 19 de noviembre de 1939 Galíndez desembarcó en tierra dominicana tras llegar desde Burdeos en un trasatlántico fletado por el SERE, que transportaba principalmente refugiados republicanos españoles, junto con un importante número de judíos que huían de la guerra en Europa. 
Galíndez se adaptó rápidamente a la vida en la República Dominicana y no tardó en tejer una red de contactos y amistades, tanto dentro de la comunidad vasca establecida en Santo Domingo (entonces llamada Ciudad Trujillo), como entre el conjunto de exiliados españoles o entre los propios dominicanos, muchos de ellos con conexiones en el régimen, lo que le permitió asentarse y prosperar en el país caribeño. Instalado en un departamento de la calle Licenciado Lovatón de la capital; al mes de su llegada ya se relacionaba con los círculos intelectuales del país ya que se le encargó pronunciar una conferencia para el Ateneo Dominicano sobre Los vascos, raza misteriosa y de leyenda. Poco después daba clases de historia y lenguaje en un instituto de secundaria y en octubre de 1940 se le nombró catedrático de Ciencias Jurídicas en la Escuela de Derecho Diplomático y Consular que tenía la Secretaría de Estado de Relaciones Exteriores. Ahí fue profesor de Ramfis Trujillo, el hijo del dictador. Su preparación, dinamismo y capacidad de trabajo le hicieron ganarse un gran prestigio. Al poco fue nombrado secretario del Instituto de Legislación Americana Comparada de la Universidad de Santo Domingo para la cual tradujo el manual del catedrático Gordon Ireland, Cursillo de Derecho Constitucional Americano Comparado. Finalmente, en 1944, fue nombrado asesor legal del Departamento de Trabajo y Economía de la República Dominicana. En paralelo a su labor docente dio conferencias, colaboró con la Revista Jurídica Dominicana y la revista Clío de la Academia Dominicana de la Historia y publicó varios libros. Se puede decir que Galíndez ganó una gran consideración entre los dominicanos y así fue siempre muy cauto a la hora de tratar la política interna dominicana y el régimen trujillista. Nunca criticó abiertamente a Trujillo para no buscarse problemas con el régimen y poder ganarse la vida, pero se cuidó también mucho de rendir pleitesía al dictador, cuyo régimen político aborrecía. Durante sus años en la República Dominicana Galíndez fue recogiendo y recopilando documentación sobre la dictadura que a la postre desembocaría en el trabajo de investigación sobre el régimen trujillista, que causó su asesinato. 
En paralelo a su labor académica Galíndez empezó a desempeñar un papel político más significativo, aunque siempre alejado de la política interna dominicana. Funcionaba a su llegada a la capital dominicana una delegación del Gobierno Vasco que dirigía el doctor Eusebio de Irujo, hermano del líder nacionalista Manuel de Irujo. A los pocos meses de su llegada, en 1940, sustituyó a Irujo como cabeza de la delegación, cuando este se marchó a Venezuela. Durante 5 años desempeñó por tanto el papel de máximo representante del Gobierno Vasco en la República Dominicana. Según algunos autores, durante su periodo como delegado del Gobierno Vasco en la República Dominicana fue captado por el FBI para brindar información sobre las actividades de nazis y falangistas españoles en la República Dominicana, y también sobre las actividades de comunistas españoles exiliados, a pesar de ser algo reticente a esto último. Esta labor se inscribiría en la consigna que el Gobierno Vasco y el PNV habían dado a sus miembros de colaborar con las democracias occidentales para ganarse el favor de las mismas para la causa vasca.
Su salida del país fue forzada por varios motivos. Por un lado, la situación de los españoles republicanos empezó a complicarse en la República Dominicana al estrecharse las relaciones entre las dictaduras de Franco y Trujillo. Los servicios secretos dominicanos comenzaron a espiar a los republicanos e informar a la embajada española sobre sus actividades. Galíndez, como delegado del Gobierno Vasco, tenía una posición relevante entre los exiliados españoles. Galíndez nunca llegó a ser represaliado por sus actividades antifranquistas, pero en el futuro las cosas podían cambiar.  Por otra parte estuvo la Gran Huelga Azucarera de enero de 1946. Galíndez, como asesor del Departamento de Trabajo, fue uno de los que negociaron con los huelguistas. Tras negociar un acuerdo para poner fin a las movilizaciones, con ciertas concesiones a los trabajadores, la huelga terminó pacíficamente, pero el régimen de Trujillo comenzó una represión de los líderes huelguistas, incluyendo el asesinato de alguno de los líderes sindicales con los que Galíndez había negociado. Asustado y asqueado por estos hechos, Galíndez se decidió a abandonar el país. Finalmente, el lehendakari Aguirre le pidió que le acompañara a Nueva York, ofreciéndole un puesto como investigador y un papel en la delegación vasca ante la ONU. Este ofrecimiento y las facilidades que le consiguió Aguirre para obtener el visado fueron definitivas en la decisión de abandonar la República Dominicana.
El 31 de enero de 1946 Galíndez abandonó Santo Domingo hacia La Habana, de donde saltó a los Estados Unidos vía Miami. Eso sí, antes de marcharse del país sacó toda la documentación que había recopilado durante años sobre Trujillo, a través de la valija diplomática de la Embajada de Estados Unidos.

### Actividad en Nueva York (1946)
Se trasladó en febrero de 1946 a Nueva York, según algunos tras el asesinato por el dictador dominicano de un líder huelguista en una revuelta del azúcar que él negociaba, colaborando nuevamente con la delegación del PNV en esa ciudad, dirigida por el miembro del PNV Antón Irala, consiguiendo la condena del régimen franquista por parte de las Naciones Unidas y en la Asamblea General de las Naciones Unidas, sin dejar de realizar diversas obras como El derecho vasco (Buenos Aires, 1947) o Divorce in the Americas (Búfalo, 1947).
Consiguió el primer premio en el II Congreso de Escritores Vascos con La revolución francesa repercute en Euskadi.
En 1948 presentó al Congreso Internacional de Estudios Vascos su trabajo Un siglo de lucha por la libertad vasca; Valor de los Fueros Vascos considerados según las circunstancias históricas que les dieron origen; Los vascos en la lucha por la libertad de América; Semejanza entre los Fueros de Ayala y Bizcaya.
En 1949 publicó El divorcio en el derecho comparado de América (México) y en 1951 Estampas de la guerra (Buenos Aires) y participó en el congreso de la International Bar Association (Asociación Internacional de Abogados).
Fue nombrado profesor de Derecho Público Hispanoamericano y de Historia de la Civilización Iberoamericana en la Universidad de Columbia y escribió La inestabilidad constitucional en el derecho comparado de Latinoamérica (México, 1952). En 1953 publicó Nueva fórmula de autodeterminación política de Puerto Rico y en 1954 su libro Iberoamérica. Su evolución política, socio-económica, cultural e internacional (Nueva York, 1954) que escandalizó a la dictadura dominicana.
Se involucró en la vida social de Nueva York y presidió durante dos años el Círculo de Escritores y Poetas Iberoamericanos. También trabajó para la Federación de Sociedades.
Desde las iniciales buenas relaciones que mantenía el exilio vasco con Franklyn Roosevelt, hijo del Presidente Roosevelt (1882-1945) y que habían posibilitado la cooperación de Galíndez con los servicios secretos americanos (CIA y FBI), la situación política había cambiado en esos años y, la llamada "Guerra Fría", tuvo como efecto inmediato el reconocimiento de Estados Unidos al gobierno franquista en 1953, por lo que la posición de Galíndez en ese país estaba seriamente amenazada, como confirmó el propio Galíndez en las conversaciones con sus próximos habidas en esa época. Efectivamente, desaparecido el peligro nazi y asumido el franquismo, la preocupación de los EE. UU. se centró en los comunistas y Galíndez dejó de ser necesario.
Se refugió en la docencia y se licenció en Filosofía por la Universidad de Columbia y el 27 de febrero de 1956 fue aceptada por dicha universidad su tesis doctoral de 700 páginas sobre la dictadura de Rafael Leónidas Trujillo titulada La era de Trujillo: un estudio casuístico de dictadura hispanoamericana, donde se denunciaba el régimen del dictador dominicano y se ponía de manifiesto que su hijo Ramfis no era biológicamente descendiente del dictador.

### Desaparición (1956)
Presuntamente, ante la amenaza de la publicación de la tesis, el dictador Trujillo, con la aquiescencia de los servicios americanos, ordenó su secuestro y traslado a Santo Domingo; hecho que se realizó el 12 de marzo de 1956 desde el apartamento 15-F del número 30 de la Quinta Avenida de Nueva York. Fue dado oficialmente por muerto el 30 de agosto de 1963, pero su cadáver nunca ha aparecido.
Según el FBI, en la preparación, secuestro y encubrimiento del crimen participaron un total de 35 personas. La CIA, antes de hacerse pública su desaparición registró minuciosamente el apartamento.
Según Stuart McKeever, abogado norteamericano que lleva más de 25 años estudiando el caso, Trujillo se gastó más de un millón de dólares para liquidar a Galíndez, contratando a John Joseph Frank, exagente del FBI y agente de la CIA quien planificó todo el proceso del secuestro en territorio dominicano.

### Transcendencia

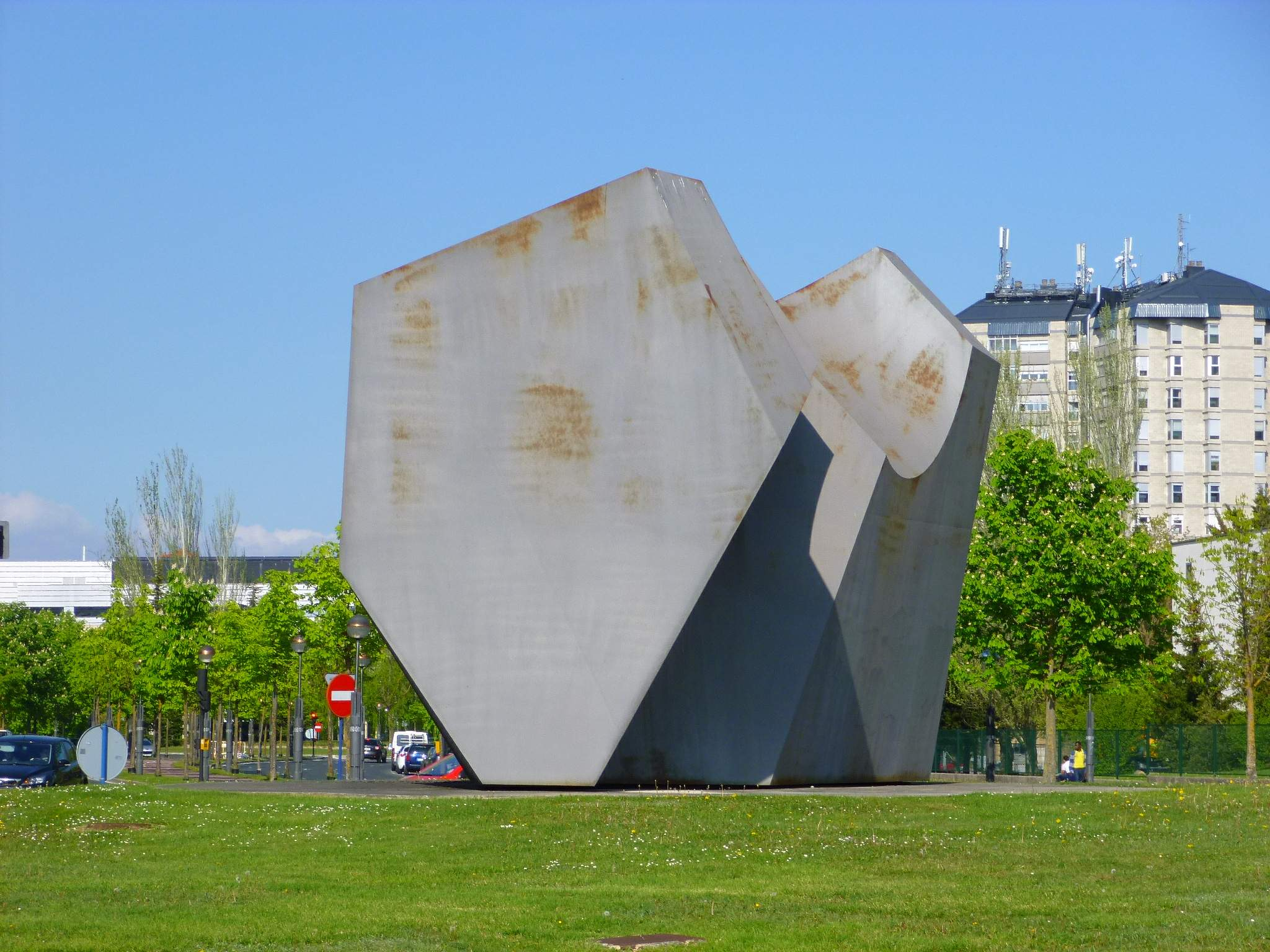
Escultura en homenaje a Jesús Galíndez en Vitoria, España

Trujillo, que había colaborado económicamente en las campañas electorales americanas en favor de los anticomunistas Richard Nixon (vicepresidente de Eisenhower) o del famoso senador Joseph McCarthy, hizo desaparecer a todos los testigos de ese suceso, incluido a Gerald Lester Murphy, piloto americano de la avioneta que, engañado, trasladó a Galíndez de vuelta a la República Dominicana, el cual tenía relación con un Senador estadounidense que, junto con el The New York Times, presionaron para el esclarecimiento de los hechos.
Este caso le creó a Trujillo una imagen desfavorable a la opinión pública estadounidense y contribuyó, en cierta medida, al deterioro de sus relaciones con los Estados Unidos. Trujillo sería posteriormente asesinado el 30 de mayo de 1961 por el hermano de una de sus víctimas.
Tiempo después, investigadores del FBI establecieron responsabilidades en el caso e implicaron a numerosas personas en el secuestro así como en los asesinatos que lo sucedieron.
Tras su muerte el 5 de junio de 1956 Galíndez fue investido honoríficamente Doctor "in absentia" (en ausencia) por la Universidad de Columbia, donde hubo trabajado como profesor.
Su vida, vinculada a los servicios secretos americanos ha sido llevada al cine y a la novela por diversos autores en obras como "Galíndez: la tumba abierta. Guerra, exilio y frustración" por Iñaki Bernardo e Iñaki Goiogana, Galíndez por la que el escritor Manuel Vázquez Montalbán obtuvo en 1991 el Premio Nacional de Literatura, y El misterio Galíndez.
Su memoria es periódicamente recordada por los principales dirigentes del PNV en reconocimiento a su labor, y por los propios dominicanos por su labor de oposición a Trujillo.
La Fundación Sabino Arana" organizó con motivo del 50 aniversario de su desaparición una gran exposición llamada "“GALÍNDEZ MISSING. Askatasunen aldeko borrokalaria”" en la que se podían visualizar los 700 expedientes de los servicios secretos norteamericanos sobre la colaboración vasca entre 1942 y 1945, así como sobre la red de espionaje en el Caribe que dirigió Galíndez desde Santo Domingo contra los nazis, cientos de cartas, hasta ahora inéditas, la labor que Galíndez realizó en Madrid, a través de la Delegación del Gobierno de Euskadi en Madrid, entre los años 1936 y 1937 y el expediente completo de la investigación que el FBI realizó sobre el secuestro de Galíndez que consta de 100.000 documentos, parcialmente censurados por el FBI.

### Su labor como espía
Participó bajo órdenes del Gobierno Vasco del exilio, como agente del Departamento de Estado norteamericano en el FBI dirigido por John Edgar Hoover,  estableciéndose conexiones de sus asesinos con exmiembros y empresas tapadera de la CIA, que posteriormente aparecerían implicadas en el "Watergate", en los intentos de asesinato de Fidel Castro e incluso relacionados también con personas posiblemente involucradas en el Asesinato de John F. Kennedy .  Archivado el 7 de febrero de 2009 en Wayback Machine.
Según algunos autores trabajó bajo el pseudónimo de "Agente Rojas", clave "ND507" e inicialmente "DR-10", incluso antes de trasladarse a Estados Unidos dando cuenta de las actividades principalmente de nazis y falangistas pero siendo algo reticente a desvelar a los comunistas en ese país. Se dice que informó a la CIA de los preparativos de Fidel Castro de derrocar a Batista y que no fue escuchado por este organismo.